# Plakkaat

Cornelis Cau, Simon van Leeuwen e.a.: Groot placaet boeck, 1664

Een plakkaat was in de Nederlanden van de 16e tot de 18e eeuw een ordonnantie waardoor bestuurlijke voorschriften van wereldlijke of kerkelijke heersers ter kennis van het volk werden gebracht. Men onderscheidde:
- stukken met opgedrukt zegel;
- stukken met afhangend zegel.

Het opgedrukte zegel heette plakkaat en de ordonnantie - van zo'n zegel voorzien - een plakkaatbrief (of verkort: 'plakkaat').
De stukken met afhangend zegel heetten charter (van het Latijnse 'charta', een blad perkament), handvest (van het Middelnederlandse hantfeste, 'datgene wat met de hand [door middel van ondertekening] bevestigd is') of oorkonde.
Uitgeverijen gaven verzamelingen van plakkaten uit, deze heten plakkaatboeken. Zij bevatten de overeenkomsten, verordeningen en andere officiële en belangrijke stukken die in een bepaald gebied van kracht waren. Dergelijke plakkaatboeken zijn nog steeds van belang voor onderzoek naar de rechtsgeschiedenis en algemene geschiedenis voor een bepaalde regio, speciaal voor de kennis van het toenmalige staatsrecht en de handhaving van de openbare orde.
Bekend zijn de plakkaten van keizer Karel V en koning Filips II betreffende de bestrijding van de Hervorming (16e eeuw) en het plakkaat van Verlatinghe, dat  wordt beschouwd als de onafhankelijkheidsverklaring van Nederland. 
Maar er is ook een plakkaat uit de 17e eeuw met een verorderdening van de Heren Staten van Holland en West-Friesland, waarbij het dragen van "overdadige pracht" wordt verboden. Dat hoorde niet bij de Hollandse manier van doen, aldus de Heren, en ze verboden kleding van gouden en zilveren stoffen of met enige versiering uit goud of zilver, mannen mochten bovendien geen versieringen van kant dragen.
Ook posters en aankondigingen noemde men nog lang plakkaten, vanwege het zegelrecht dat erop berustte. Het zegelrecht was een heffing of belasting welke betaald moest worden alvorens de publicatie door het ophangen daarvan bekend kon worden gemaakt. Het afschaffen van dit zegelrecht was een stap naar grotere vrijheid van meningsuiting.

## Rooms-Katholieke kerk
Ook de strenge godsdienstverordeningen uit of in samenwerking met de Rooms-katholieke kerk werden plakkaten genoemd, ze waren er op gericht het protestantisme met wortel en tak uit te roeien evenals mensen die de Rooms-Katholieke leer niet aanhingen. Zij waren het kader waarbinnen de inquisitie in de Nederlanden handelde. Er was een geruchtenstroom op gang gekomen dat de Spaanse Inquisitie gestuurd zou worden om de plakkaten uit te voeren. Eerdere verzoeken tot matiging van de godsdienstpolitiek, zelfs persoonlijk in Spanje bepleit door graaf Egmont, waren steeds op onwil van Filips gestuit. In 1565 beval Filips in de brieven uit het bos van Segovia de strenge godsdienstvervolgingen onverkort door te zetten. Hiermee was het vooruitzicht van een mogelijke matiging van de plakkaten verkeken.